# Mu Columbae
Désignations
Mu Columbae (μ Col / μ Columbae) est une étoile de la constellation de la Colombe. Sa magnitude apparente est de 5,17 et c'est l'une des quelques étoiles de type O visibles à l'œil nu. Elle est située à 587 ± 31 pc (∼1 910 al) du système solaire et elle s'en éloigne rapidement à une vitesse radiale de +109 km/s.
C'est une étoile qui tourne sur elle-même relativement rapidement, accomplissant une révolution complète en environ 1,5 jour (à comparer au Soleil, qui avec seulement 22 % du diamètre de cette étoile, tourne en seulement 25,4 jours). Cette vitesse de rotation est tout à fait typique de ce type d'étoiles.
À partir de mesures de mouvement propre et de vitesse radiale, les astronomes ont déterminé que cette étoile et AE Aurigae s'éloignent l'une de l'autre avec une vitesse relative de plus de 200 km/s. Leur point d'origine commun correspond à Iota Orionis dans l'amas du Trapèze, il y a environ deux millions et demi d'années. Le scénario le plus probable de création de ces étoiles en fuite est une collision entre deux systèmes d'étoiles binaires, les étoiles étant éjectées sur différentes trajectoires radialement par rapport au point d'intersection. Cependant, une étude plus récente utilisant les données de Gaia EDR3 remet en cause ce scénario, montrant que Mu Columbae pourrait avoir été éjectée de l'amas Collinder 69 (dit de Lambda Orionis) plutôt que de la région de l'amas du Trapèze,.